# NGC 2716
NGC 2716 est une galaxie lenticulaire située dans la constellation de l'Hydre. NGC 2716 a été découverte par l'astronome allemand Albert Marth en 1864.

## Caractéristiques
Sa vitesse par rapport au fond diffus cosmologique est de 3 918 ± 21 km/s, ce qui correspond à une distance de Hubble de 57,8 ± 4,1 Mpc (∼189 millions d'al).
Selon la base de données Simbad, NGC 2716 est une galaxie LINER, c'est-à-dire une galaxie dont le noyau présente un spectre d'émission caractérisé par de larges raies d'atomes faiblement ionisés.